# Laigny
Laigny település Franciaországban, Aisne megyében. Lakosainak száma 184 fő (2022. január 1.). Laigny Autreppes, Étréaupont, Fontaine-lès-Vervins, Haution, Sorbais és Voulpaix községekkel határos.

## Népesség
A település népességének változása:
| Lakosok száma | 287  | 249  | 258  | 234  | 209  | 201  | 196  | 194  | 191  | 184  |
|               | 1968 | 1982 | 1990 | 2006 | 2013 | 2015 | 2017 | 2019 | 2020 | 2022 |